# Helioctamenus ferandezi
Helioctamenus ferandezi is een keversoort uit de familie somberkevers (Zopheridae). De wetenschappelijke naam van de soort werd in 1965 gepubliceerd door Antonio Cobos Sánchez.